# Springview (Nebraska)
Springview es una villa ubicada en el condado de Keya Paha en el estado estadounidense de Nebraska. En el Censo de 2010 tenía una población de 242 habitantes y una densidad poblacional de 140,72 personas por km².

## Geografía
Springview se encuentra ubicada en las coordenadas 42°49′30″N 99°44′51″O / 42.82500, -99.74750. Según la Oficina del Censo de los Estados Unidos, Springview tiene una superficie total de 1.72 km², de la cual 1.72 km² corresponden a tierra firme y (0%) 0 km² es agua.

## Demografía
Según el censo de 2010, había 242 personas residiendo en Springview. La densidad de población era de 140,72 hab./km². De los 242 habitantes, Springview estaba compuesto por el 100% blancos, el 0% eran afroamericanos, el 0% eran amerindios, el 0% eran asiáticos, el 0% eran isleños del Pacífico, el 0% eran de otras razas y el 0% pertenecían a dos o más razas. Del total de la población el 0.41% eran hispanos o latinos de cualquier raza.